# Ken Berns
Kenet Loren Berns (rođen 29. jula 1953) američki je filmski stvaralac, poznat po svom stilu korišćenja arhivskih snimaka i fotografija u dokumentarnim filmovima. Njegove široko poznate dokumentarne serije uključuju Građanski rat (1990), Bejzbol (1994), Džez (2001), Rat (2007), Nacionalni parkovi: Najbolja ideja Amerike (2009), Prohibicija (2011), Ruzveltovi (2014) , Rat u Vijetnamu (2017) i Kantri muzika (2019). On je takođe bio izvršni producent filmova Zapad (1996, u režiji Stefana Ajvsa), i Kancer: Car svih bolesti (2015, u režiji Baraka Gudmana).
Bernsovi dokumentarni filmovi zaslužili su dve nominacije za Nagradu akademije (za Bruklinski most 1981. i za Statuu slobode iz 1985) i osvojili su nekoliko nagrada Emi, između ostalih priznanja.

## Rani životi i obrazovanje
Berns je rođen 29. jula 1953, u Bruklinu u Njujorku, kao sin Lajle Smit (devojački Taper) Berns, biotehničarke, i Roberta Kajla Bernsa, koji je u to vreme bio postdiplomski student u oblasti kulturne antropologije pri Kolumbija univerzitetu u Menhetnu. Režiser dokumentarnih filmova Rik Berns je njegov mlađi brat.

## Filmografija
- Bruklinski most (1981)[а]
- Pokretači :Ruke za rad, Srca Bogu (1984)[а]
- Statua slobode (1985)[а]
- Hjui Long (1985)[а]
- Kongres (1988)[а]
- Tomas Hart Benton (1988)[а]
- Građanski rat (1990; 9 epizoda)[а]
- Vazdušno carstvo: Čovek koji je napravio radio (1991)
- Bejzbol (1994; 9 epizoda - obnovljeno sa Teseta igra 2010. godine, sa Lin Novik)
- Tomas Džeferson (1997)
- Luis & Klark: Putovanje korpusa otkrića (1997)
- Frank Loid Rajt (1998, sa Lin Novik)[10]
- Nije samo za nas (1999)[11]
- Džez (2001; 10 epizoda)[12]
- Mark Tven (2001)
- Horaciova vožnja: Prvo putovanje u Americi (2003)[13]
- Nezaboravna tama: Uspon i pad Džeka Džonsona (2005)[14]
- Rat (2007, sa Lin Novik; 7 epizoda)
- Nacionalni parkovi: Najbolja američka ideja (2009; 6 epizoda)
- Prohibicija (2011, sa Lin Novik; 3 epizode)[15]
- Prašnjava posuda (2012; 4 epizode)[16]
- Petoro iz Centralnog parka (2012, sa Sara Berns i Dejvid Makmahon)[17]
- Josemit: Prizivanje duha (2013)[18]
- Adresa (2014)[19]
- Ruzveltovi: Intimatna istorija (2014; 7 epizode)[17][20]
- Džeki Robinson (2016, sa Sarom Berns i Dejvidom Makmahonom)[21]
- Prkoseći nacistima: Šarpsov rat (2016)[22]
- Vijetnamski rat (2017, sa Lin Novik; 10 epizoda)[23]
- Majo klinika: Vera - nada - nauka (2018, sa Erikom Eversom i Kristoferom Lorenom Eversom)
- Kantri muzika (2019)[24]

Buduća izdanja
- Ernest Hemingvej (2021, sa Lin Novik)[25]
- Ali (2021, sa Sarom Berns i Dejvidom Makmahonom)[26]
- Holokaust & Sjedinjene Države (radni naslov) (2021, sa Lin Novikom)[27]
- Bendžamin Franklin (2022)[28]
- Stand-up komedija (TBA)[29]
- LBJ & Veliko društvo (2027) [30]
- Američki Bufalo (TBA) [31]
- Leonardo da Vinči (TBA) [31]
- Američka revolucija (TBA) [31]
- Istorija rekonstrukcije (TBA) [31]
- Vinston Čerčil (TBA) [31]

Kratki filmovi
- Vilijam Segal (1992)[32]
- Vezelaj (1996)[33]
- Na tržištu (2000)

As an executive producer
- Zapad (1996) (u režiji Stefana Ajvsa)[34]
- Kancer: Car svih bolesti (2015)[2] (directed by Barak Goodman)
- Volden (kratko, 2017) (u režiji Erika Eversa i Kristofa Lorena Eversa)[35]
- Kantri muzika: Uživo u Rimanu, koncert u čast filma po Kenu Bernsu (2019) (u režiji Dona Kara)[36]
- Koledž iza rešetki (2019) (u režiji Lin Novik)[37]
- Livade Istočnog jezera: Javna stambena priča (2020) (u režiji Sare Berns i Dejvida Makmahona)[38]
- Gen: Intimatna istorija (2020) (u režiji Krisa Daransa i Džeka Jangelsona)[39]

Kao glumac
- Getizberg (film; 1993) - Hankokov služenik[40]
- Dani Klifordovog kučeta - sezona 1, episoda 24a („Svetla, kamera, akcija”; 2005) - predstavlja sebe samog
- Mindijev projekat - sezona 3, episoda 11 („Božić”; 2014) - predstavlja sebe samog

## Napomene
1. 1 2 3 4 5 6 7  Listed as "Kenneth Lauren Burns".

## Spoljašnje veze
- Ken Berns на веб-сајту AllMovie (језик: енглески)
- Ken Berns na sajtu  (jezik: engleski)